# فيليب تشارلز (دوق أنجو)
فيليب تشارلز، دوق أنجو (بالفرنسية: Philippe-Charles de France)‏ (5 أغسطس 1668 - 10 يوليو 1671) كان الابن الثاني للويس الرابع عشر ملك فرنسا وزوجته ماريا تيريزا ملكة فرنسا.